# Steve Jones (aviador)

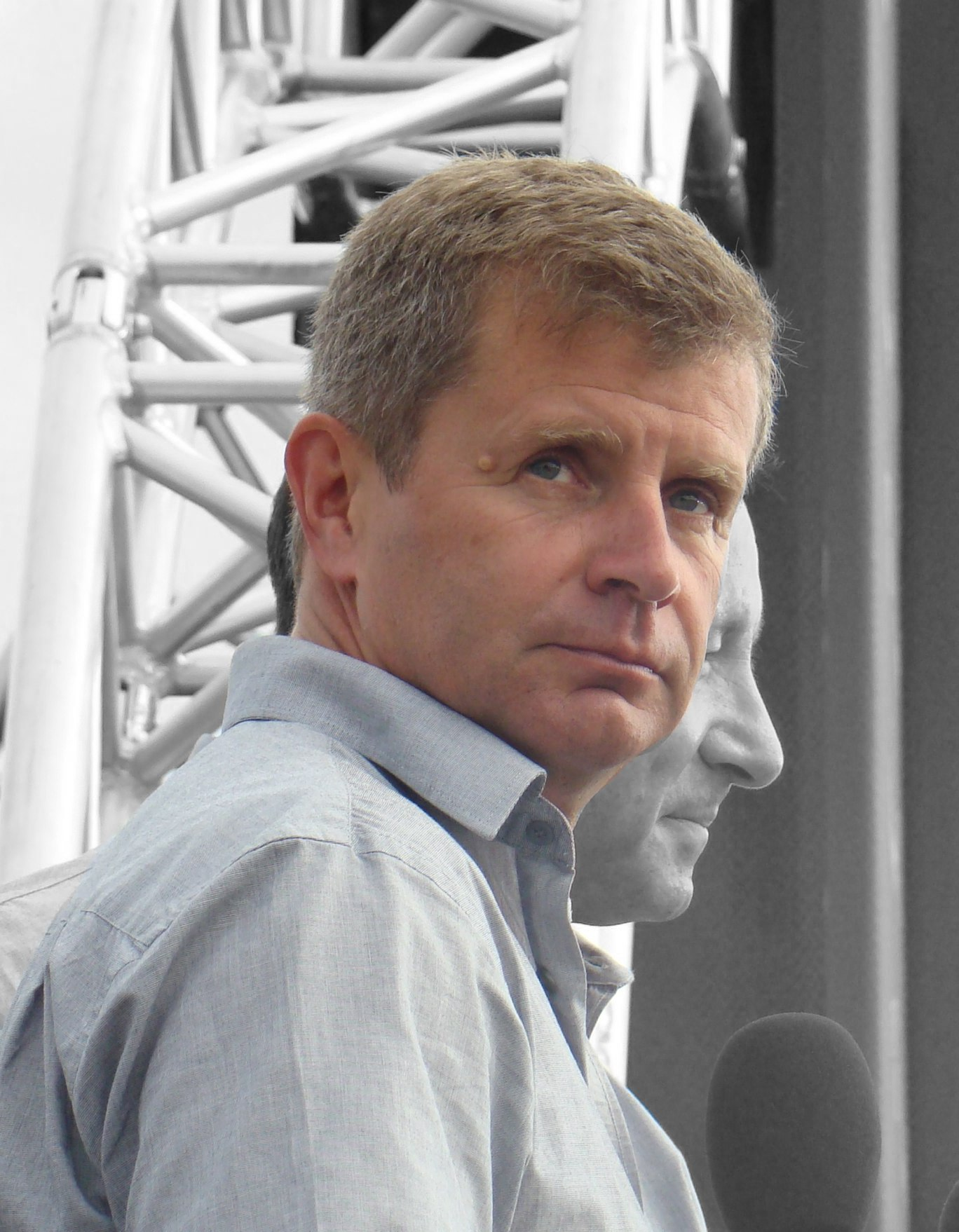
Steve Jones

Steve Jones (5 de janeiro de 1960) é um piloto comercial e acrobático inglês que compete na Red Bull Air Race World Series. Sua esposa Judith também pilota aviões comerciais. Eles formam o primeiro e único casal do mundo a pilotar aviões comerciais juntos.

## Red Bull Air Race World Series
| Steve Jones na Red Bull Air Race World Series | Steve Jones na Red Bull Air Race World Series | Steve Jones na Red Bull Air Race World Series | Steve Jones na Red Bull Air Race World Series | Steve Jones na Red Bull Air Race World Series | Steve Jones na Red Bull Air Race World Series | Steve Jones na Red Bull Air Race World Series | Steve Jones na Red Bull Air Race World Series | Steve Jones na Red Bull Air Race World Series | Steve Jones na Red Bull Air Race World Series | Steve Jones na Red Bull Air Race World Series | Steve Jones na Red Bull Air Race World Series | Steve Jones na Red Bull Air Race World Series | Steve Jones na Red Bull Air Race World Series | Steve Jones na Red Bull Air Race World Series | Steve Jones na Red Bull Air Race World Series |
| Ano                                           | 1                                             | 2                                             | 3                                             | 4                                             | 5                                             | 6                                             | 7                                             | 8                                             | 9                                             | 10                                            | 11                                            | 12                                            | Pontos                                        | Vitórias                                      | Ranking                                       |
| --------------------------------------------- | --------------------------------------------- | --------------------------------------------- | --------------------------------------------- | --------------------------------------------- | --------------------------------------------- | --------------------------------------------- | --------------------------------------------- | --------------------------------------------- | --------------------------------------------- | --------------------------------------------- | --------------------------------------------- | --------------------------------------------- | --------------------------------------------- | --------------------------------------------- | --------------------------------------------- |
| 2003                                          | NC                                            | DNS                                           |                                               |                                               |                                               |                                               |                                               |                                               |                                               |                                               |                                               |                                               | 0                                             | 0                                             | NC                                            |
| 2004                                          | 2º                                            | 4º                                            | 7º                                            |                                               |                                               |                                               |                                               |                                               |                                               |                                               |                                               |                                               | 8                                             | 0                                             | 3º                                            |
| 2005                                          | 2º                                            | 5º                                            | 5º                                            | 6º                                            | 6º                                            | 6º                                            | 9º                                            |                                               |                                               |                                               |                                               |                                               | 12                                            | 0                                             | 6º                                            |
| 2006                                          | 8º                                            | 10º                                           | 7º                                            | CAN                                           | 8º                                            | 1º                                            | DQ                                            | DQ                                            | 5º                                            |                                               |                                               |                                               | 8                                             | 0                                             | 6º                                            |
| 2007                                          | 5º                                            | º                                             | 7º                                            | 12º                                           | CAN                                           | 4º                                            | 6º                                            | 5º                                            | 1º                                            | 4                                             | CAN                                           | 10º                                           | 17                                            | 0                                             | 5º                                            |
| 2008                                          | 7º                                            | 9º                                            | 7º                                            | 3º                                            | 9º                                            | 2º                                            | 4º                                            | CAN                                           | 6º                                            |                                               |                                               |                                               | 33                                            | 0                                             | 6º                                            |

Legenda:
- CAN: Cancelado
- DNP: Não participou
- DNS: Não competiu
- DQ: Desqualificado
- NC: Não classificado